# Stéphane Noro
Stéphane Noro (ur. 22 listopada 1979 w Lille) – francuski piłkarz występujący na pozycji pomocnika w RC Strasbourg.

## Kariera
Noro zawodową karierę rozpoczynał w 1998 roku w drugoligowym Lille OSC. W ciągu dwóch lat rozegrał tam 6 spotkań. W 2000 roku odszedł do trzecioligowego Stade de Reims. Przez cały sezon 2000/2001 zagrał tam 35 razy i strzelił 9 goli. Po jego zakończeniu opuścił drużynę.
Latem 2001 roku podpisał kontrakt z pierwszoligowym CS Sedan. W Ligue 1 zadebiutował 28 lipca 2001 w zremisowanym 1:1 meczu z SC Bastią. 31 sierpnia 2002 w wygranym 1:0 spotkaniu z FC Nantes strzelił pierwszego gola w trakcie gry w Ligue 1. W 2003 roku spadł z klubem do drugiej ligi. W styczniu 2004 roku został wypożyczony do pierwszoligowego FC Metz. Latem 2004 powrócił do Sedanu. W 2006 roku awansował z zespołem do Ligue 1. W 2007 roku spadł z klubem do Ligue 2. Wtedy Noro odszedł z Sedanu.
Latem 2007 roku trafił do drugoligowego Troyes AC. Spędził tam rok. W tym czasie wystąpił tam 37 razy i strzelił 12 goli. W 2008 roku przeszedł do beniaminka pierwszej ligi - Le Havre AC. Zadebiutował tam 16 sierpnia 2008 w przegranym 1:2 meczu z Toulouse FC. W 2009 roku spadł z Troyes do Ligue 2.
| Sezon   | Klub             | Kraj    | Rozgrywki                     | Mecze | Bramki |
| ------- | ---------------- | ------- | ----------------------------- | ----- | ------ |
| 1998/99 | Lille OSC        | Francja | Ligue 2                       | 4     | 0      |
| 1999/00 | Lille OSC        | Francja | Ligue 2                       | 2     | 0      |
| 2000/01 | Stade de Reims   | Francja | Championnat National          | 35    | 9      |
| 2001/02 | CS Sedan         | Francja | Ligue 1                       | 27    | 0      |
| 2002/03 | CS Sedan         | Francja | Ligue 1                       | 34    | 6      |
| 2003/04 | CS Sedan         | Francja | Ligue 2                       | 17    | 1      |
| 2003/04 | FC Metz          | Francja | Ligue 1                       | 7     | 0      |
| 2004/05 | CS Sedan         | Francja | Ligue 2                       | 35    | 8      |
| 2005/06 | CS Sedan         | Francja | Ligue 2                       | 33    | 7      |
| 2006/07 | CS Sedan         | Francja | Ligue 1                       | 16    | 4      |
| 2007/08 | Troyes AC        | Francja | Ligue 2                       | 37    | 12     |
| 2008/09 | Le Havre AC      | Francja | Ligue 1                       | 27    | 0      |
| 2009/10 | Le Havre AC      | Francja | Ligue 2                       | 15    | 3      |
| 2010/11 | RC Strasbourg    | Francja | Championnat National          | 20    | 8      |
| 2011/12 | Apollon Limassol | Cypr    | Protathlima A’ Kategorias     | 23    | 4      |
| 2012/13 | RC Strasbourg    | Francja | Championnat de France amateur | 21    | 3      |
| 2013/14 | RC Strasbourg    | Francja | Championnat National          |       |        |